# Taylor Griffin
Taylor Griffin (Oklahoma City, Oklahoma, 18. travnja 1986.) američki je profesionalni košarkaš. Igra na poziciji krilnog centra, a trenutačno je član NBA momčadi Phoenix Sunsa. Izabran je u 2. krugu (48. ukupno) NBA drafta 2009. od strane istoimene momčadi.

## Sveučilište
Griffin je pohađao sveučilište u Oklahomi te je 2009. godine s bratom Blakeom odveo momčad u četvrtfinale NCAA natjecanja. Na četvrtoj godini sveučilišta, kao senior, prosječno je postizao 9.6 poena, 5.8 skokova, 1.3 ukradene lopte uz 53.6% šuta iz igre i 35.7% šuta iza linije za tri poena.

## NBA

### NBA draft
Izabran je kao 48. izbor NBA drafta 2009. od strane Phoenix Sunsa.

## Vanjske poveznice
- Profil  Arhivirana inačica izvorne stranice od 24. siječnja 2011. (Wayback Machine) na sveučilištu